# Ronde van Spanje 2024/Achttiende etappe
De achttiende etappe van de Ronde van Spanje 2024 werd op 5 september verreden van Vitoria-Gasteiz naar Maeztu. Het was een heuvelrit over 175 kilometer.
Urko Berrade heeft de achttiende etappe van de Vuelta gewonnen. De Bask zorgde voor eigen publiek voor de derde ritzege voor Equipo Kern Pharma. In de slotfase reed hij weg van zijn medevluchters. Er werd even getwijfeld, en met ploegmaats Pau Miquel en tweevoudig etappewinnaar Pablo Castrillo die uitstekend afstopten was de zege binnen voor Berrade. In de spurt van de achtervolgers won de Zwitser Mauro Schmid voor de Brit Max Poole.
Een andere Bask Mikel Landa mag het Vuelta-podium vergeten. De kopman van Soudal Quick-Step verloor samen met Adam Yates en 2023 Vuelta-winnaar Sepp Kuss 3'20" op leider Ben O'Connor. Landa zakt ook van plaats vijf naar plaats tien op meer dan vijf minuten van O'Connor.

## Uitslag
| Vitoria-Gasteiz – Maeztu (175 km) |                   |                           |          |
| Plaats                            | Naam              | Ploeg                     | Tijd     |
| Winnaar                           | Urko Berrade      | Equipo Kern Pharma        | 4u00'52" |
| 2                                 | Mauro Schmid      | Team Jayco AlUla          | +4"      |
| 3                                 | Max Poole         | Team dsm-firmenich PostNL | z.t.     |
| 4                                 | Aleksandr Vlasov  | Red Bull-BORA-hansgrohe   | z.t.     |
| 5                                 | Oier Lazkano      | Movistar                  | z.t.     |
| 6                                 | Ion Izagirre      | Cofidis                   | z.t.     |
| 7                                 | Mathias Vacek     | Lidl-Trek                 | z.t.     |
| 8                                 | Pablo Castrillo   | Equipo Kern Pharma        | z.t.     |
| 9                                 | Pau Miquel        | Equipo Kern Pharma        | z.t.     |
| 10                                | Steven Kruijswijk | Team Visma-Lease a Bike   | + 1'02"  |
|                                   |                   |                           |          |
| 19                                | Arjen Livyns      | Lotto Dstny               | + 4'25"  |

| Algemeen klassement |                   |                            |            |
| Plaats              | Naam              | Ploeg                      | Tijd       |
| Rode trui           | Ben O'Connor      | Decathlon AG2R La Mondiale | 72u48'46"  |
| 2                   | Primož Roglič     | Red Bull-BORA-hansgrohe    | + 5"       |
| 3                   | Enric Mas         | Movistar                   | + 1'25"    |
| 4                   | Richard Carapaz   | EF Education-EasyPost      | + 1'46"    |
| 5                   | David Gaudu       | Groupama-FDJ               | + 3'48"    |
| 6                   | Carlos Rodríguez  | INEOS Grenadiers           | + 3'53"    |
| 7                   | Mattias Skjelmose | Lidl-Trek                  | + 4'00"    |
| 8                   | Florian Lipowitz  | Red Bull-BORA-hansgrohe    | + 4'27"    |
| 9                   | Pavel Sivakov     | UAE Team Emirates          | + 5'19"    |
| 10                  | Mikel Landa       | Soudal Quick-Step          | + 5'38"    |
|                     |                   |                            |            |
| 20                  | Steven Kruijswijk | Team Visma-Lease a Bike    | + 48'11"   |
| 44                  | Mauri Vansevenant | Soudal Quick-Step          | + 1u40'48" |

## Nevenklassementen
| Puntenklassement |                   |                           |        |
| Plaats           | Naam              | Ploeg                     | Punten |
| Groene trui      | Kaden Groves      | Alpecin-Deceuninck        | 226    |
| 2                | Pablo Castrillo   | UAE Team Emirates         | 117    |
| 3                | Max Poole         | Team dsm-firmenich PostNL | 108    |
| 4                | Pavel Bittner     | Team dsm-firmenich PostNL | 106    |
| 5                | Mathias Vacek     | Lidl-Trek                 | 100    |
|                  |                   |                           |        |
| 26               | Mauri Vansevenant | Soudal Quick-Step         | 48     |
| 42               | Gijs Leemreize    | Team dsm-firmenich PostNL | 35     |

| Bergklassement        |                  |                           |        |
| Plaats                | Naam             | Ploeg                     | Punten |
| Bolletjestrui (blauw) | Marc Soler       | UAE Team Emirates         | 57     |
| 2                     | Jay Vine         | UAE Team Emirates         | 56     |
| 3                     | Pablo Castrillo  | Equipo Kern Pharma        | 37     |
| 4                     | Filippo Zana     | Team Jayco AlUla          | 27     |
| 5                     | Marco Frigo      | Israel-Premier Tech       | 26     |
|                       |                  |                           |        |
| 12                    | Sylvain Moniquet | Lotto Dstny               | 17     |
| 29                    | Gijs Leemreize   | Team dsm-firmenich PostNL | 4      |

| Jongerenklassement |                    |                           |            |
| Plaats             | Naam               | Ploeg                     | Tijd       |
| Witte trui         | Carlos Rodríguez   | INEOS Grenadiers          | 72u52'39"  |
| 2                  | Mattias Skjelmose  | Lidl-Trek                 | + 7"       |
| 3                  | Florian Lipowitz   | Red Bull-BORA-hansgrohe   | + 34"      |
| 4                  | Max Poole          | Team dsm-firmenich PostNL | + 1u05'38" |
| 5                  | Matthew Riccitello | Israel-Premier Tech       | + 1u07'26" |
|                    |                    |                           |            |
| 9                  | Mauri Vansevenant  | Soudal Quick-Step         | + 1u36'55" |
| 22                 | Gijs Leemreize     | Team dsm-firmenich PostNL | + 2u40'17" |

| Ploegenklassement |                            |            |
| Plaats            | Ploeg                      | Tijd       |
|                   | UAE Team Emirates          | 217u49'31" |
| 2                 | Red Bull-BORA-hansgrohe    | + 44'46"   |
| 3                 | Decathlon AG2R La Mondiale | + 1u28'40" |
| 4                 | Team Visma-Lease a Bike    | + 1u39'12" |
| 5                 | Groupama-FDJ               | + 2u02'25" |

## Uitvallers
- Corbin Strong ( Israel-Premier Tech): niet gestart
- Rein Taaramäe (Intermarché-Wanty): opgave met ziekte

1e etappe ·
2e etappe ·
3e etappe ·
4e etappe ·
5e etappe ·
6e etappe ·
7e etappe ·
8e etappe ·
9e etappe ·
10e etappe ·
11e etappe ·
12e etappe ·
13e etappe ·
14e etappe ·
15e etappe ·
16e etappe ·
17e etappe ·
18e etappe ·
19e etappe ·
20e etappe ·
21e etappe
Startlijst · Eindstanden · Afbeeldingen